# The Sims 2: Pets
The Sims 2: Pets è il quarto expansion pack per il videogioco di simulazione per PC The Sims 2, e riguarda l'aggiunta degli animali domestici. Questa espansione si rifà un poco alle caratteristiche della quinta espansione del primo capitolo The Sims: Cuccioli, che passione!.

## Caratteristiche
I Sim possono possedere cani, gatti e una specie di roditori creata con l'ingegneria genetica. Cani e gatti possono essere inseriti nella famiglia in numerosi modi. In "Crea una famiglia", esistono due nuove sezioni per creare cani e gatti personalizzati. Dopo aver creato un animale personalizzato, lo si può inserire in qualsiasi casa del quartiere come se fosse un normale coabitante dei Sim. Nel catalogo della modalità Compra è possibile comprare altri animali come uccelli e roditori, nonché acquari per le creature acquatiche.

## Gli animali domestici
Gli animali vedranno decadere la barra dei loro bisogni in base all'età.
L'icona dell'animale sullo schermo mostra quando è il momento giusto per una nuova lezione, in genere ogni volta che l'animale intraprende un'attività particolare. Il simbolo che appare, in basso a destra, è simile a una freccia che gira su se stessa. Rimane visibile per un tempo limitato, entro il quale è necessario raggiungere l'animale e spiegargli se quello che ha fatto va bene o no. Quando il simbolo scompare è necessario attendere un'altra occasione per impartire la lezione.
Si possono incrociare le varie razze di cani e gatti (in tutto settanta) ottenendo cuccioli simili ai genitori per il comportamento, mentre l'aspetto sarà un miscuglio di quello dei genitori, dipeso da un carattere dominante: quello del padre o del colore più scuro. Quando si otterrà la "razza perfetta", per registrarla come razza ufficiale, che possa apparire nel Menu delle razze nell'opzione "Crea una famiglia" basterà chiamare al telefono il Registro Animali che può anche ribattezzare cani e gatti.

## Maltrattamento
Il superamento di una certa soglia nel livello di maltrattamento degli animali attira l'attenzione delle autorità: questo causa una visita di un ufficiale della polizia di Sim City, che dopo una ramanzina porta via l'animale maltrattato per metterlo in adozione, senza che il padrone possa far niente per riaverlo. La polizia porterà via tutti gli animali della casa, che siano in salute o no, anche nel caso in cui l'animale maltrattato sia uno solo.

## Adozioni
Un cane o un gatto possono essere adottati telefonicamente chiamando un'apposita agenzia che propone una scelta di animali (che in questo caso non possono essere creati da zero). Gli animali già addestrati ad obbedire a ordini specifici e a tenere un comportamento educato hanno un costo maggiore: l'alternativa per spendere meno è quella di occuparsi direttamente dell'educazione dell'animale.
Gli animali possono avere cuccioli in numero casuale da uno a quattro, ma è necessario avere due cani o due gatti di sesso opposto. I cuccioli sono, a tutti gli effetti, animali in “miniatura”, con bisogni diversi rispetto agli animali più anziani: saranno più difficili da governare, ma meno distruttivi.
Il numero dei cuccioli non può mai portare il totale dei componenti della famiglia sopra il massimo consentito di dieci membri, con al massimo sei animali. I cuccioli nascono dopo una gestazione di tre giorni, da parte della madre, e si "uniscono" alla famiglia annunciati da un cartello sullo schermo, dove sono raffigurate due impronte di cani (una blu ed una rossa) e le sagome di un cane ed un gatto, dove c'è scritto "arriva\ano uno\due\tre\quattro nuovi\o animali\e!"
Può accadere che un animale se ne vada di casa, magari spaventato da qualcosa o qualcuno o può essere pure per un bisogno non guardato bene dal padrone. Se non si vuole dare libertà all'animale è necessario fare una denuncia alla polizia, che tuttavia non garantisce il ritrovamento. Si può inoltre cercare nei lotti comunitari, specie quelli per gli animali, e nei parchi.

## Quartiere di Animali
I quartieri di Sim City sono pieni di animali randagi. I sims possono interagire con loro, ma solo per brevi periodi di tempo, facendo amicizia e aumentando la barra di relazione. Se la relazione con l'animale raggiunge una certa soglia, compare l'opzione "Adotta".
I sims possono vendere i loro animali a un amico o a un componente della famiglia: il gatto e il cane possono quindi essere trasferiti tra due lotti della città. Gli animali possono essere venduti al centro di adozione e il profitto sarà maggiore più essi sono già addestrati.
Proprio come i sims, anche gli animali hanno i loro segni zodiacali, dai quali dipende il loro carattere e la loro personalità.

## Nuovi oggetti
- Ciotole per il cibo, vendute di varie forme e dimensioni. Gli animali schizzinosi si rifiutano di mangiare in ciotole di plastica
- Cucce: gli animali hanno bisogno di un luogo dove dormire e ripararsi: il costo e le dimensioni variano
- Grattatoi e oggetti per il divertimento: gli animali hanno bisogno di oggetti per divertirsi: topolini di plastica, grattatoi, ossi di gomma. "Rosicchiare" e "grattarsi le unghie" sono inoltre loro bisogni primari. Per i cani si sbloccano spesso nuovi oggetti da masticare, mentre per i gatti nuovi giochi apposta per loro: giochi con pendolo o giochi per farsi le unghie.

## Lupi mannari
In questa espansione vengono introdotti alcuni sim che soffrono di licantropia, che può essere contratta con il morso di un lupo mannaro: questi hanno l'aspetto di strani cani con gli occhi gialli fosforescenti che possono venire attratti nel proprio lotto piazzando molti alberi nel proprio giardino (entreranno forse solo di notte). Per diventare un licantropo bisogna aumentare il rapporto di amicizia con l'animale affetto dalla malattia fino al massimo, dopodiché il lupo morderà il Sim, contagiandolo. Dopodiché il Sim alle 8:00 di sera si trasformerà in un lupo mannaro ed alle 6:00 di mattina tornerà umano. La malattia può essere curata comprando l'apposito filtro dall'addestratrice, o se si ha l'espansione Nightlife, anche dalla zingara sentimentale. I sim licantropi sono molto potenti e pieni di forza, energia e aggressività, ma è difficile controllarli. Con un licantropo, però, è possibile interagire di più con il proprio animale domestico, e insegnargli più velocemente.